# Charles Anthony
Charles Anthony Caruso (nombre de nacimiento Calogero Antonio Caruso, 15 de julio de 1929, Nueva Orleans, Luisiana - 15 de febrero de 2012, Tampa, Florida), fue un tenor lírico especializado en roles secundarios que ostenta el récord en ser el cantante con mayor cantidad de actuaciones en el Metropolitan Opera de Nueva York.
Hijo de sicilianos estudió en la Universidad Loyola Nueva Orleans, graduándose en 1951. Debutó en 1947 en la New Orleans Opera Association y en 1950 ganó las audiciones del Metropolitan donde debutó en 1954. Cantó con la compañía 2,928 funciones en 56 temporadas. Se retiró como el Emperador Altoum en Turandot en 2004. 